# Shi-Epoxidierung
Die Shi-Epoxidierung ist eine Namensreaktion der Organischen Chemie. Als Shi-Epoxidierung bezeichnet man die organokatalytische asymmetrische Epoxidierung von Alkenen mithilfe von chiralen Dioxiranen auf Basis von Fructosederivaten.
Die Reaktion verläuft mit sehr hohen Enantioselektivitäten. Ein Vorteil der Shi-Epoxidierung ist, dass unfunktionalisierte trans-Alkene in Epoxide überführt werden können. Die Fructosederivate der Shi-Epoxidierung (auch Shi-Katalysatoren genannt) sind Organokatalysatoren, welche durch ein Oxidationsmittel (meist Oxone) in chirale Dioxirane überführt werden, welche dann die Alkene epoxidieren.
Da die Reaktion auf Fructosederivaten basiert, verläuft sie metallfrei. Dioxirane gelten als umweltfreundliche und vielseitige Oxidationsmittel. Die Reaktion ist nach dem chinesischen Chemiker Yian Shi benannt, welcher die Methode 1996 veröffentlichte. Die Shi-Epoxidierung ist ein wichtiges Beispiel für asymmetrische Organokatalyse und hat breite Anwendung in der Synthese gefunden. Die ersten Grundlagen zur Epoxidierung von Alkenen mithilfe von chiralen Ketonen wurde 1984 von Ruggero Curci publiziert.

## Reaktionsmechanismus

Spiro-Übergangszustand der Shi-Epoxidierung eines Alkens bei Verwendung eines Shi-Katalysators auf Basis von ᴅ-Fructose.

Planarer Übergangszustand der Shi-Epoxidierung eines Alkens bei Verwendung eines Shi-Katalysators auf Basis von ᴅ-Fructose.

Die Reaktion kann über einen Spiro-Übergangszustand oder einen planaren Übergangszustand verlaufen, wobei in fast allen Fällen bei trans-disubstituierten und trisubstituierten Olefinen ein Spiro-Übergangszustand angenommen wird. Die Kontrolle des pH-Wertes ist für die Reaktion von entscheidender Bedeutung: bei zu hohem pH-Wert zersetzen sich Oxone, während bei zu niedrigem pH-Wert eine Baeyer-Villiger-Umlagerung als Nebenreaktion abläuft. Hinzu kommt, dass sich Epoxide im Sauren zersetzen. Für einen Shi-Katalysator auf Basis von ᴅ-Fructose ergibt sich folgender Katalysezyklus:

## Synthese von Shi-Katalysatoren
Die Shi-Katalysatoren sind durch einfache Syntheseschritte direkt aus diversen Zuckern zugänglich. So kann ᴅ-Fructose durch säurekatalysierte Acetalbildung und nachfolgender Oxidation mit PCC in folgenden Shi-Katalysator überführt werden: